# Dyskretyzacja (statystyka)
Dyskretyzacja – przekształcenie ciągłej zmiennej losowej w dyskretną zmienną losową. Dyskretyzacja przekształca tym samym rozkład zmiennej losowej z ciągłego na dyskretny.
W przypadku jednowymiarowym zwykle dzieli się zbiór liczb rzeczywistych lub przedział obejmujący wartości danej zmiennej losowej na pewną liczbę rozłącznych podprzedziałów i każdemu przypisuje jakąś wartość. 
Na ogół wybiera się przekształcenie monotoniczne. Wówczas dyskretyzacja przekształca zmienną na skali interwałowej oraz ilorazowej na zmienną na skali porządkowej.
Dyskretyzacja jest wykonywana m.in. w celu:
- wstępnego oglądu danych wielowymiarowych, np. przez zdyskretyzowanie jednej zmiennej i zbadanie jaką średnią przyjmują pozostałe dla obserwacji z poszczególnych przedziałów.
- przedstawienia wyników analizy na wykresie (każdemu poziomowi dyskretyzacji można przypisać inny kolor)
- podziału próbki na podpopulacje
- utworzenia histogramu
- zastosowania metod statystycznych wymagających zmiennych dyskretnych
- stworzenia kart skoringowych
- uproszczenia danych kosztem pewnej utraty informacji